# Ortolano Ferrarese
Pour les articles homonymes, voir Ferrarese.
Ortolano Ferrarese de son vrai nom Giovanni Battista Benvenuti (Ferrare, v. 1490 – 1525) est un peintre italien de l'école de Ferrare de la période artistique de la haute Renaissance.

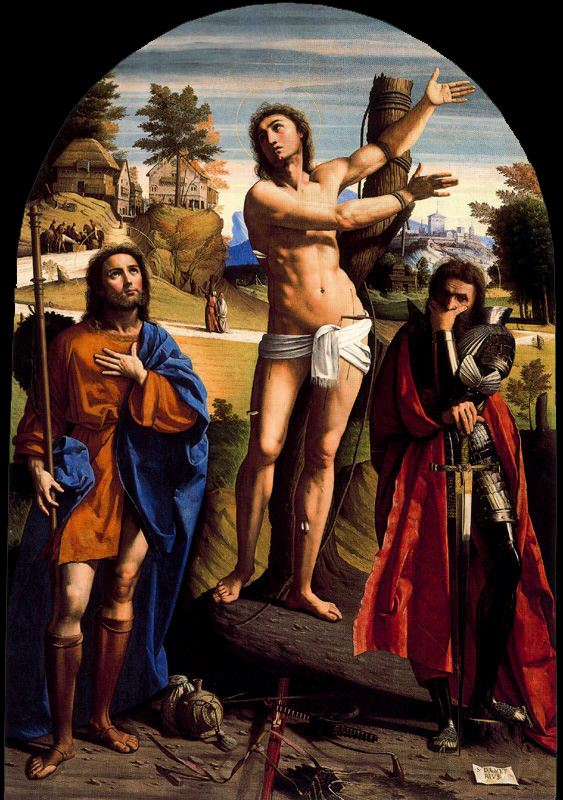
Saint Sébastien, saint Roch et saint Demetrius (1522), National Gallery, Londres.

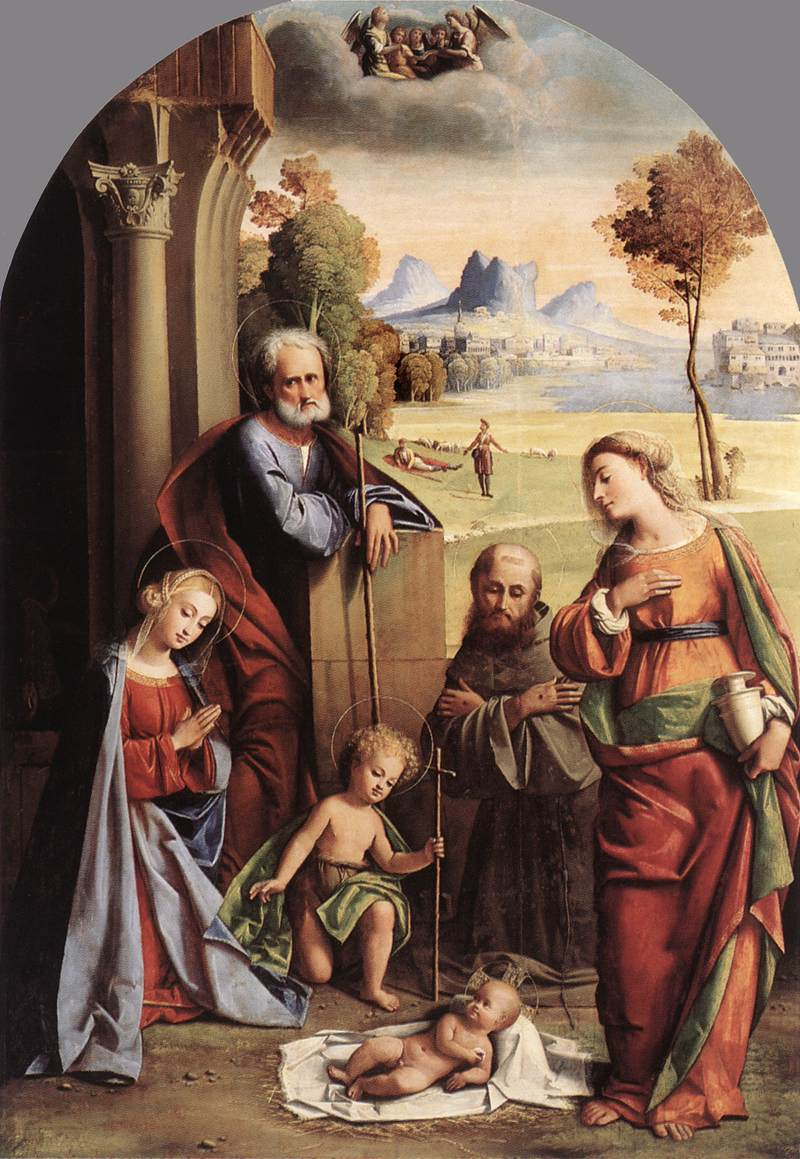
Nativité, Doria Pamphili, Rome.

## Biographie
Ortolano Ferrarese est né à Ferrare vers l'an 1490. Son vrai nom est Giovanni Battista Benvenuti, et il fut appelé L'« Ortolano » parce que son père, Francesco, était jardinier. Sa carrière est peu connue, néanmoins on sait qu'en 1512-1513 il était à Bologne et étudiant diligent des œuvres de Raphaël et Bagnacavallo.
De 1512 à 1524 sa présence est documentée à Ferrare.
Son chef-d'œuvre représentant Saint Sébastien, saint Roch et saint Demetrius, est conservée à la National Gallery, Londres.
Ce tableau provient de l'église de Bondeno, près de Ferrare où il a été prélevé en 1844 puis acheté par la galerie londonienne en 1861.
D'autres œuvres lui sont attribués dans la cathédrale à Ferrare, mais les critiques d'art ont invalidé l'attribution en faveur de Benvenuto Tisi dit « Il Garofalo », mais dans certaines petites églises de Ferrare, comme San Niccolò, Servi et San Lorenzo, les tableaux sont probablement de sa main.
Son travail ressemble tellement à celui du « Garofalo » qu'il y a une controverse incessante entre les critiques qui restent sur leurs positions sans pouvoir trancher sur une attribution définitive.
Un tableau unanimement accepté comme étant le sien en possession de Lord Wimborne en Angleterre, montre très fortement l'influence de Lorenzo Costa sur le peintre.
Deux de ses peintures sont dans la galerie à Ferrare et d'autres à Naples et à Berlin, alors qu'il existe plusieurs œuvres similaires dans des collections privées à Ferrare.

## Œuvres
- La sainte Famille Ca' Rezzonico Venise
- Vierge de miséricorde  Basilique dei Frari Venise
- Saint Sébastien, saint Roch et saint Demetrius (1522), National Gallery, Londres,
- Madonna col Bambino in gloria e angeli, Pinacothèque nationale, Bologne,
- Adoration de l'Enfant, Philadelphia Museum of Art[2]
- Femme surprise en adultère, Courtauld Institute of Art, Londres,
- Nativité (1520), Doria Pamphili, Rome,

Kress Foundation :
- Le Christ mort soutenu par Joseph d'Arimathie
- La Présentation au Temple,
- Pietà (1522), Galleria Borghese, Rome,

## Source de la traduction
- (en) Cet article est partiellement ou en totalité issu de l’article de Wikipédia en anglais intitulé « Ortolano Ferrarese » (voir la liste des auteurs).